# اس‌تی‌اس-۵۱-جی
اس‌تی‌اس-۵۱-جی (انگلیسی: STS-51-J) یکی از ماموریت‌های برنامه شاتل‌های فضایی بود که در تاریخ ۳ اکتبر ۱۹۸۵ از پایگاه فضایی کندی به فضا پرتاب شد. این مأموریت چهار روزه توسط شاتل آتلانتیس انجام گرفت و نخستین مأموریت این شاتل بود. هدف اصلی این مأموریت قرار دادن ماهواره متعلق به وزارت دفاع ایالات متحده آمریکا در مدار زمین بود.